# Edin (Sänger)
Edin (* 19. August 1985 in Frankfurt am Main als Edin Osmanovski) ist ein deutscher Singer-Songwriter. Bekannt wurde der Sänger durch das Lied Magisch (mit Olexesh), das Platz eins der deutschen Singlecharts erreichte und mit einer Platin-Schallplatte ausgezeichnet wurde.

## Leben
Edin wurde 1985 als Sohn bosnischer Eltern in Frankfurt am Main geboren. Seine musikalischen Anfänge machte er als Straßenmusiker in der Frankfurter Fußgängerzone. Erste eigene Songs produzierte er mit 16 Jahren. Zu seinen musikalischen Vorbildern gehören Michael Jackson, Usher und James Brown. Der mit Platin ausgezeichnete Hit Magisch (mit Olexesh) des Frühjahres 2018 wurde mehr als 115 Millionen Mal auf Spotify gestreamt, zählt über 116 Millionen Klicks auf YouTube und verkaufte sich bis heute über 200.000 Mal. Am 15. Juni 2018 erschien Edins zweite Single Fiesta, gefolgt von Karacho Ende des Jahres 2018. Im gleichen Jahr wurde bekannt, dass der Sänger beim Berliner Label Four Music unter Vertrag genommen wurde. Im Jahr 2019 veröffentlichte er die Single Tempo. Edin trat im November 2019 bei sieben Konzertterminen des österreichischen Rappers Joshi Mizu im Vorprogramm auf.

## Diskografie

### Singles
| Jahr | Titel Album | Höchstplatzierung, Gesamtwochen, AuszeichnungChartplatzierungen (Jahr, Titel, Album, Platzierungen, Wochen, Auszeichnungen, Anmerkungen) | Höchstplatzierung, Gesamtwochen, AuszeichnungChartplatzierungen (Jahr, Titel, Album, Platzierungen, Wochen, Auszeichnungen, Anmerkungen) | Höchstplatzierung, Gesamtwochen, AuszeichnungChartplatzierungen (Jahr, Titel, Album, Platzierungen, Wochen, Auszeichnungen, Anmerkungen) | Anmerkungen                                    |
| Jahr | Titel Album | DE | AT | CH | Anmerkungen                                    |
| ---- | ----------- | --- | --- | --- | ---------------------------------------------- |
| 2020 | Dynamit     | DE81 (1 Wo.)DE | — | — | Erstveröffentlichung: 31. Januar 2020 mit Sido |

Weitere Singles
- 2018: Fiesta
- 2018: Karacho
- 2019: Tempo
- 2019: Maximum
- 2020: Mama
- 2021: Maske
- 2022: Deja Vu
- 2022: Leg nicht auf
- 2022: Allein
- 2022: Diva
- 2023: Bomba
- 2023: Abu Dhabi

### Als Gastmusiker
| Jahr | Titel Album        | Höchstplatzierung, Gesamtwochen, AuszeichnungChartplatzierungen (Jahr, Titel, Album, Platzierungen, Wochen, Auszeichnungen, Anmerkungen) | Höchstplatzierung, Gesamtwochen, AuszeichnungChartplatzierungen (Jahr, Titel, Album, Platzierungen, Wochen, Auszeichnungen, Anmerkungen) | Höchstplatzierung, Gesamtwochen, AuszeichnungChartplatzierungen (Jahr, Titel, Album, Platzierungen, Wochen, Auszeichnungen, Anmerkungen) | Anmerkungen                                                                    |
| Jahr | Titel Album        | DE | AT | CH | Anmerkungen                                                                    |
| ---- | ------------------ | --- | --- | --- | ------------------------------------------------------------------------------ |
| 2018 | Magisch Radioaktiv | DE1 Platin · (33 Wo.)DE | AT13 (18 Wo.)AT | CH47 (17 Wo.)CH | Erstveröffentlichung: 15. Februar 2018 Verkäufe: + 400.000; Olexesh feat. Edin |